# Église Notre-Dame-de-l'Assomption de Béalcourt
L'église Notre-Dame-de-l'Assomption de Béalcourt est située au lieu-dit Mons, village disparu, sur le territoire de la commune de Béalcourt, dans le département de la Somme, au nord-est d'Abbeville.

## Historique
L'existence d'une église en ce lieu est attestée en 1230. L'église actuelle a été construite au XVIe siècle. Sa chapelle de la Vierge est protégée au titre des monuments historiques : inscription par arrêté du 4 mars 1926.

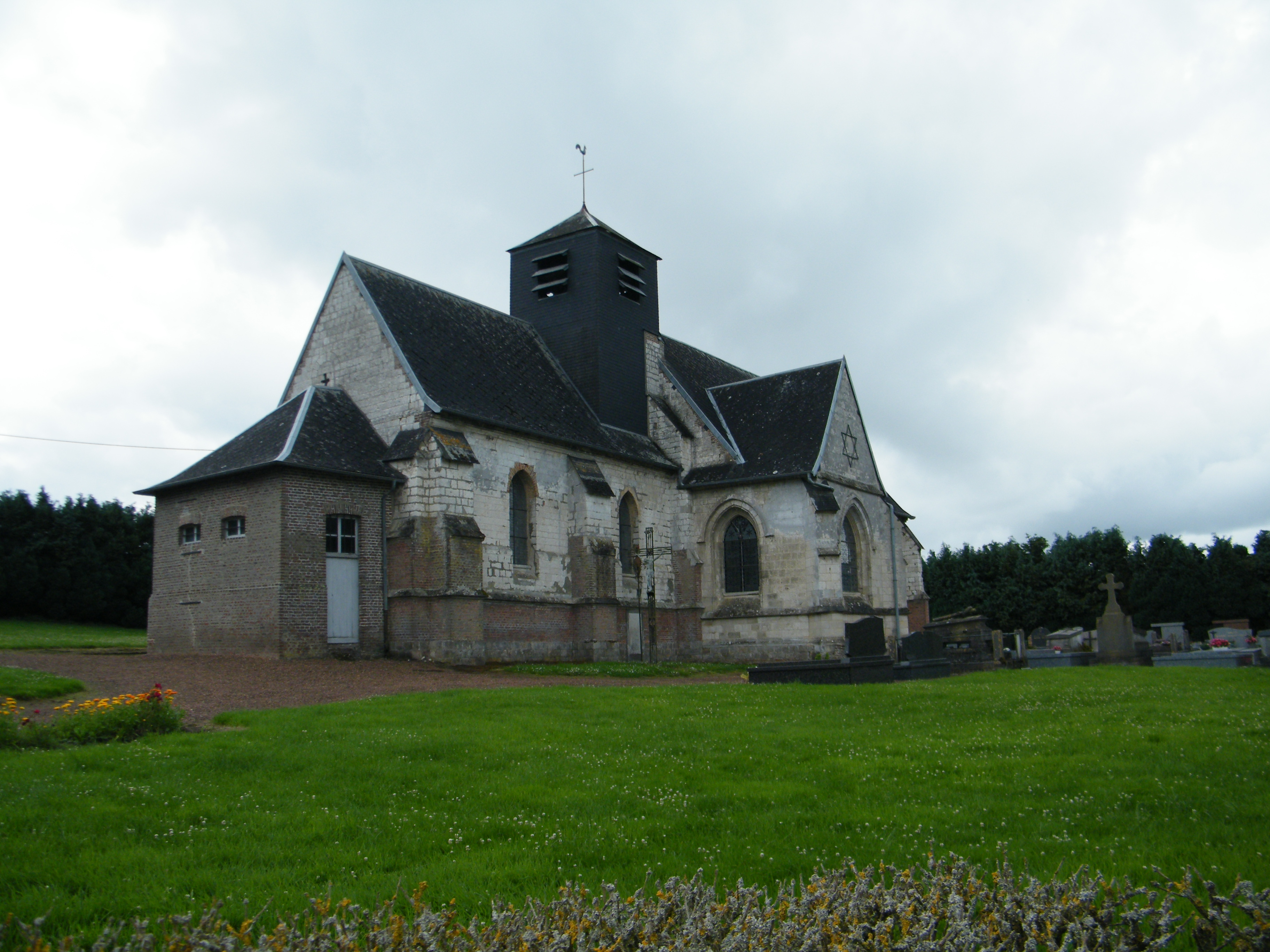

## Caractéristiques
L'église est construite en pierre et recouverte d'ardoises. Le clocher quadrangulaire est situé au dessus de la croisée du transept. La façade très sobre est renforcée par deux contreforts en brique qui encadrent le portail.
L'édifice conserve un maître-autel avec gradins d'autel, tabernacle et retable de la première moitié du XVIIe siècle soutenu par des colonnes corinthiennes. Le tableau du retable représente la Sainte Famille. Des têtes d'angelots provenant du maître-autel furent volées le 1er novembre 2002. L'église possède également des statues : le Sauveur du monde bénissant et tenant la boule terrestre, Vierge à l'Enfant jouant avec un oiseau éployé, le Père éternel. Ces objets sont classés monuments historiques.